# Законодательный совет (Швеция)
Законода́тельный сове́т (швед. Lagrådet) — вспомогательный квазисудебный орган в Швеции, осуществляющий предварительную проверку на конституционность законопроектов, вносимых Правительством в Риксдаг. Риксдаг при выполнении своих законотворческих функций также может запрашивать различные конституционно-правовые заключения.
Законодательный совет формируется совместно Правительством и Риксдагом и состоит из бывших и действующих судей Верховного суда и Высшего административного суда.
Шведские суды не осуществляют полноценный конституционный контроль, в их компетенцию входит только право воздержаться от применения в конкретном деле противоречивого закона, если допущена явная ошибка законодателя, чтобы тем самым не нарушить права и законные интересы граждан. Большего суды себе не позволяют, ограничиваясь только констатацией самого факта противоречия. Ещё в 70-х годах в Швеции отказались от идеи создания специального суда, осуществляющего конституционный контроль.
В своей деятельности Законодательный совет решает следующие вопросы:
- оценивает соответствие законопроекта основным конституционным актам Швеции и правопорядку в целом;
- проверяет положения законопроекта на то, чтобы они не противоречили текущему законодательству;
- устанавливает может ли законопроект достичь необходимых целей и не нарушить сложившиеся устои;
- определяет какие проблемы могут возникнуть при реализации законопроекта.

Решения Законодательного совета носят консультативный характер и не обязательны для исполнения, но вместе с тем, учитывая авторитетное мнение членов совета, которые все являются профессиональными юристами, правительство и парламент обычно всегда их соблюдают и придерживаются.